# Război în bucătărie (film din 2014)
Război în bucătărie (în engleză The Hundred-Foot Journey) este un film american de comedie dramatic din 2014 regizat de Lasse Hallström[*] după un scenariu de Steven Knight[*] bazat pe un roman omonim de Richard Morais. A avut premiera la 8 august 2014, fiind distribuit de Buena Vista International[*]. Coloana sonoră este compusă de A. R. Rahman. Cheltuielile de producție s-au ridicat la 22 milioane $. Filmul a avut încasări de 94,3 milioane $.

## Prezentare
Familia Kadam a avut un restaurant în Mumbai. Cel de-al doilea fiu, Hassan Haji (Manish Dayal), a fost învățat pentru a o înlocui pe mama sa (Juhi Chawla) ca bucătar principal al restaurantului. Cu toate acestea, o gloată atacă restaurantul și-l distruge într-o dispută electorală. Papa Kadam (Om Puri) și familia sa evacuează oaspeții, dar mama a fost ucisă în incendiu. Caută azil în Europa, familia se stabilește mai întâi la Londra, unde reședința lor aflată lângă Aeroportul Londra Heathrow se dovedește nepotrivită pentru un restaurant. Apoi pleacă spre Europa continentală.
La scurt timp după intrarea în Franța, frânele autoutilitarei lui Papa se defectează în apropiere de Saint-Antonin-Noble-Val, în Midi-Pyrénées. Marguerite (Charlotte Le Bon), o bucătăreasă la un restaurant francez de lux, numit „Le Saule Pleureur”, trece prin zonă și se oferă să-i ajute să găsească un atelier de reparații auto și o casă de oaspeți. Duce familia Kadam  în apartamentul ei și îi hrănește cu mâncare rece. Papa este uimit de calitatea mâncării din sat și de disponibilitatea acesteia și descoperă că Marguerite a făcut singură mâncarea.
Papa află că o clădire a unui restaurant abandonat este scoasă la vânzare. Este situat vizavi - la doar 30 m de metri - de „Le Saule Pleureur”. Madame Mallory (Helen Mirren), proprietarul „Le Saule Pleureur” și care pretinde că are grijă de clădirea restaurantului abandonat, cere familiei Kadam să plece, deoarece este „proprietate privată”. Papa cumpără proprietatea, chiar dacă restul familiei sale este împotriva acestui lucru și numește restaurantul „Maison Mumbai”.
Mallory cere un meniu și până în noaptea deschiderii ea a cumpărat toate ingredientele disponibile local pe care ar trebui să le folosească familia Kadam. Un război rece izbucnește între Papa și Mallory. Războiul atinge vârful de ziua Bastiliei, când unul dintre bucătarii lui Mallory, Jean-Pierre și alți doi vandalizează restaurantul „Maison Mumbai” prin scrierea cu vopsea a cuvintelor „Franța pentru francezi” pe peretele exterior și dau foc interiorului. Hassan îi prinde pe incendiatori și îi sperie, dar mâinile și picioarele sale sunt arse. Dimineața următoare, Mallory, care și-a dat seama cine este responsabil pentru incendiu și vandalism, îl dă afară pe Jean-Pierre și curăță personal graffiti-ul de la „Maison Mumbai”.
Hassan, după ce a auzit de la Marguerite că Mallory angajează potențiali bucătari, testând gustul unei omlete și hotărând dacă persoana este într-adevăr un bucătar minunat, o întreabă dacă îi poate găti o omletă după propria sa rețetă. Datorită mâinilor rănite, Mallory ajută sub supravegherea lui Hassan. După ce a degustat omleta, care a avut influențe indiene, Mallory recunoaște potențialul lui Hassan și îl invită să lucreze pentru ea ca ucenic. Tatăl lui este inițial împotrivă, dar în cele din urmă au o înțelegere în ceea ce privește plata lui Hassan.
Gătitul lui Hassan, care evoluează treptat într-o fuziune între bucătăria indiană și bucătăria franceză, face ca restaurantul lui Mallory să primească a doua sa stea Michelin. Premiul atrage atenția națională asupra gătitului lui Hassan, iar acesta are diverse oferte și acceptă un loc de muncă la Paris. Papa și Mallory fac modificări și încep să se vadă des unul pe celălalt, dar relația lui Hassan cu Marguerite s-a răcit.
Gătitul lui Hassan de la Paris primește repede aclamații critice, alimentând speculațiile unei a treia stele Michelin pentru restaurantul din Paris, dar munca sa este din ce în ce mai mult împiedicată de gândurile la familia sa și la Marguerite. Hassan se întoarce acasă un an mai târziu la Marguerite. El o invită pe Marguerite să se alăture lui într-o afacere - cumpărarea unui pachet de acțiuni la restaurantul lui Mallory, împreună cu un post de conducere. Hassan crede că acest lucru va ajuta restaurantul să-și câștige a treia stea Michelin. În acea seară, Hassan și Marguerite pregătesc cina la restaurantul lui Mallory și aduc mâncărurile peste drum spre curtea restaurantului „Maison Mumbai” pentru ca toți să se bucure.

## Distribuție
- Helen Mirren - Madame Mallory
- Om Puri - Papa Kadam
- Manish Dayal - Hassan Kadam
  - Rohan Chand - tânărul Hassan Kadam
- Charlotte Le Bon - Marguerite
- Amit Shah - Mansur
- Farzana Dua Elahe - Mahira
- Dillon Mitra - Mukthar
- Aria Pandya - Aisha
- Michel Blanc - Mayor
- Shuna Lemoine - soția lui Mayor'
- Clément Sibony - Jean-Pierre
- Juhi Chawla - Mama Kadam
- Vincent Elbaz - Paul, manager restaurant parizian de gastronomie moleculară